# Musa basjoo
Musa basjoo là một loài thực vật có hoa trong họ Musaceae. Loài này được Siebold & Zucc. ex Iinuma mô tả khoa học đầu tiên năm 1874.

## Hình ảnh

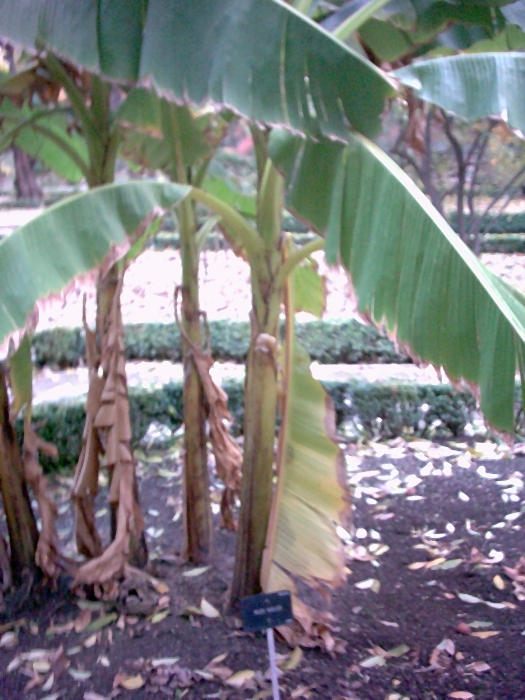
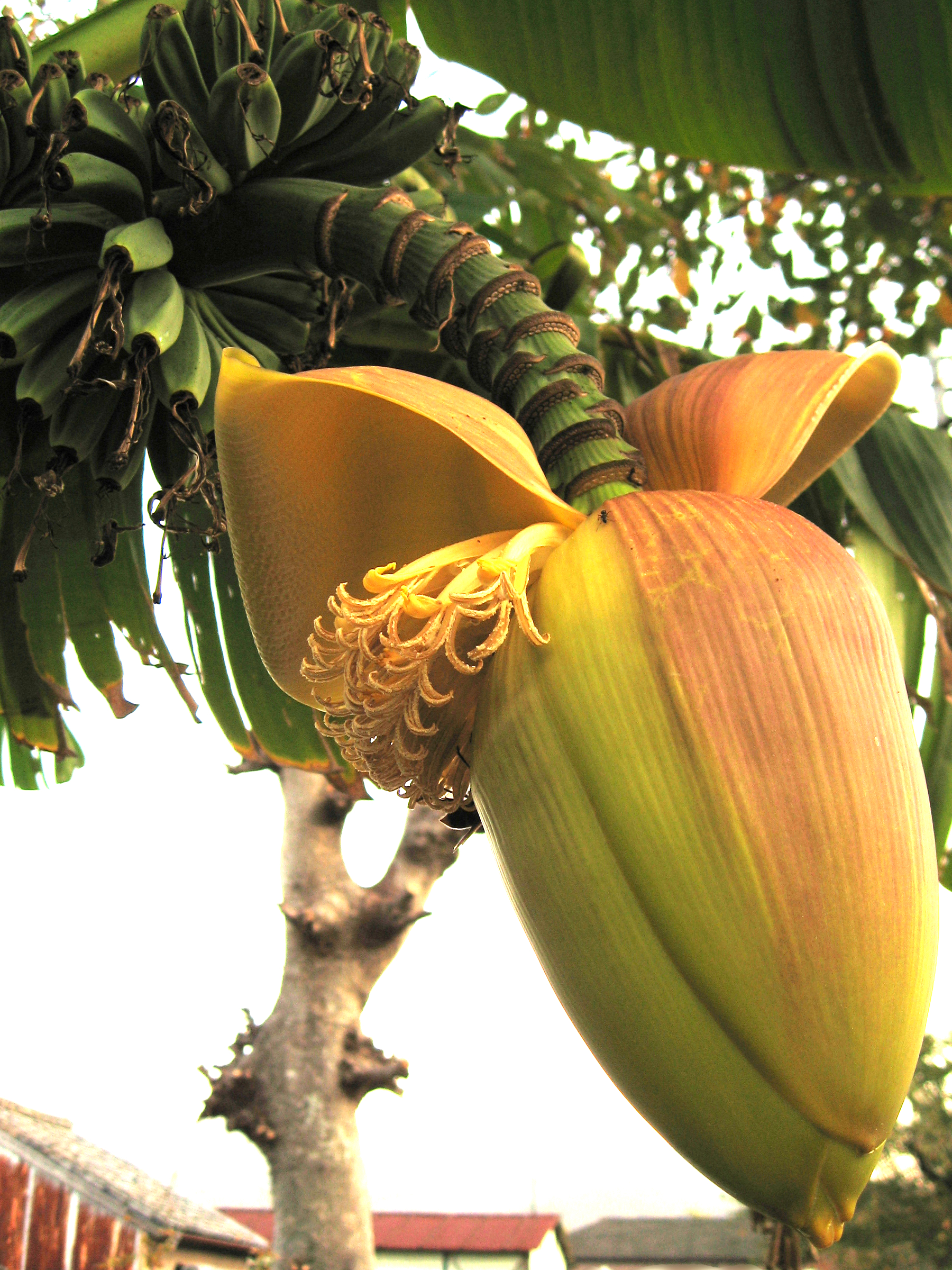
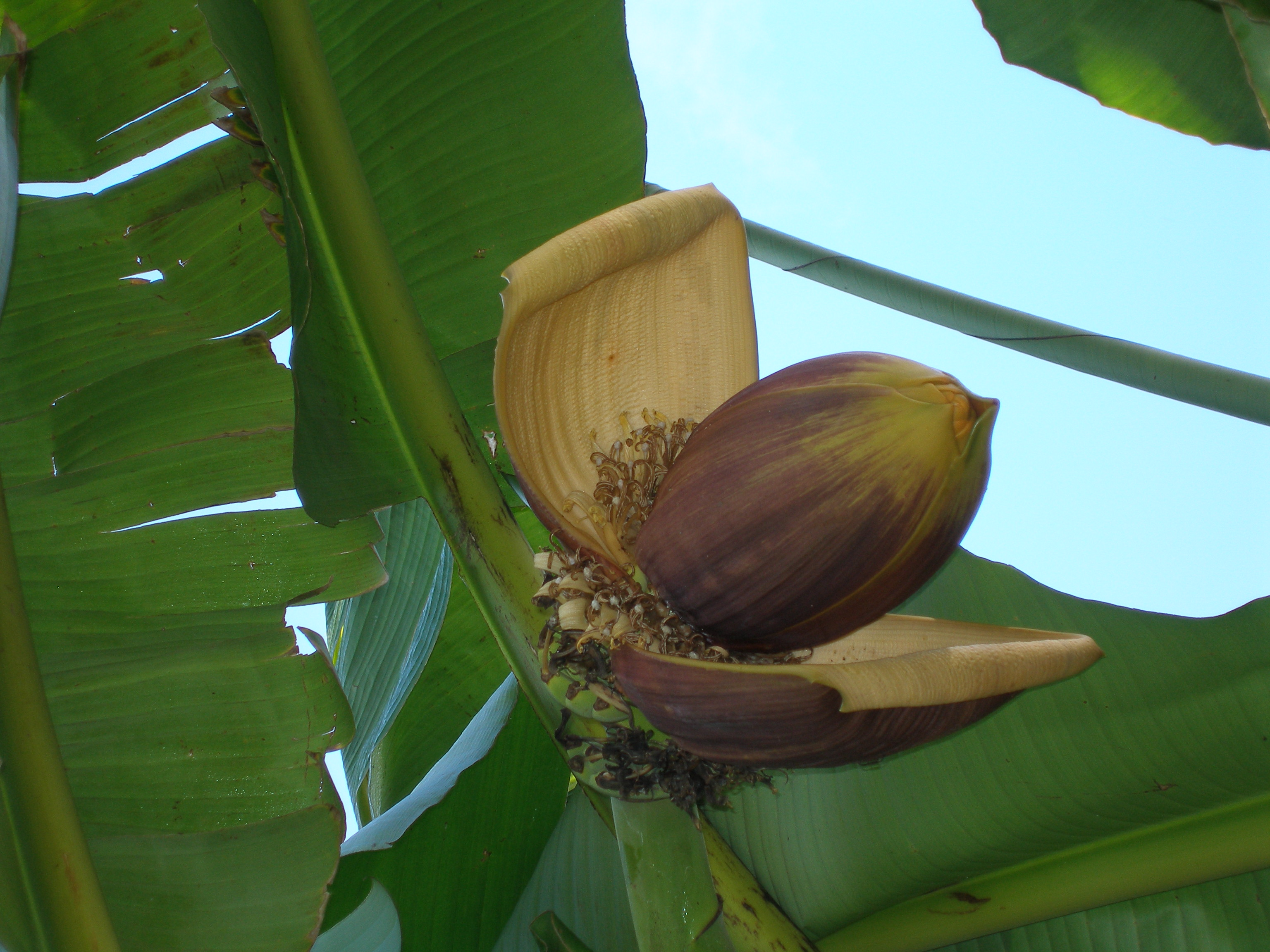
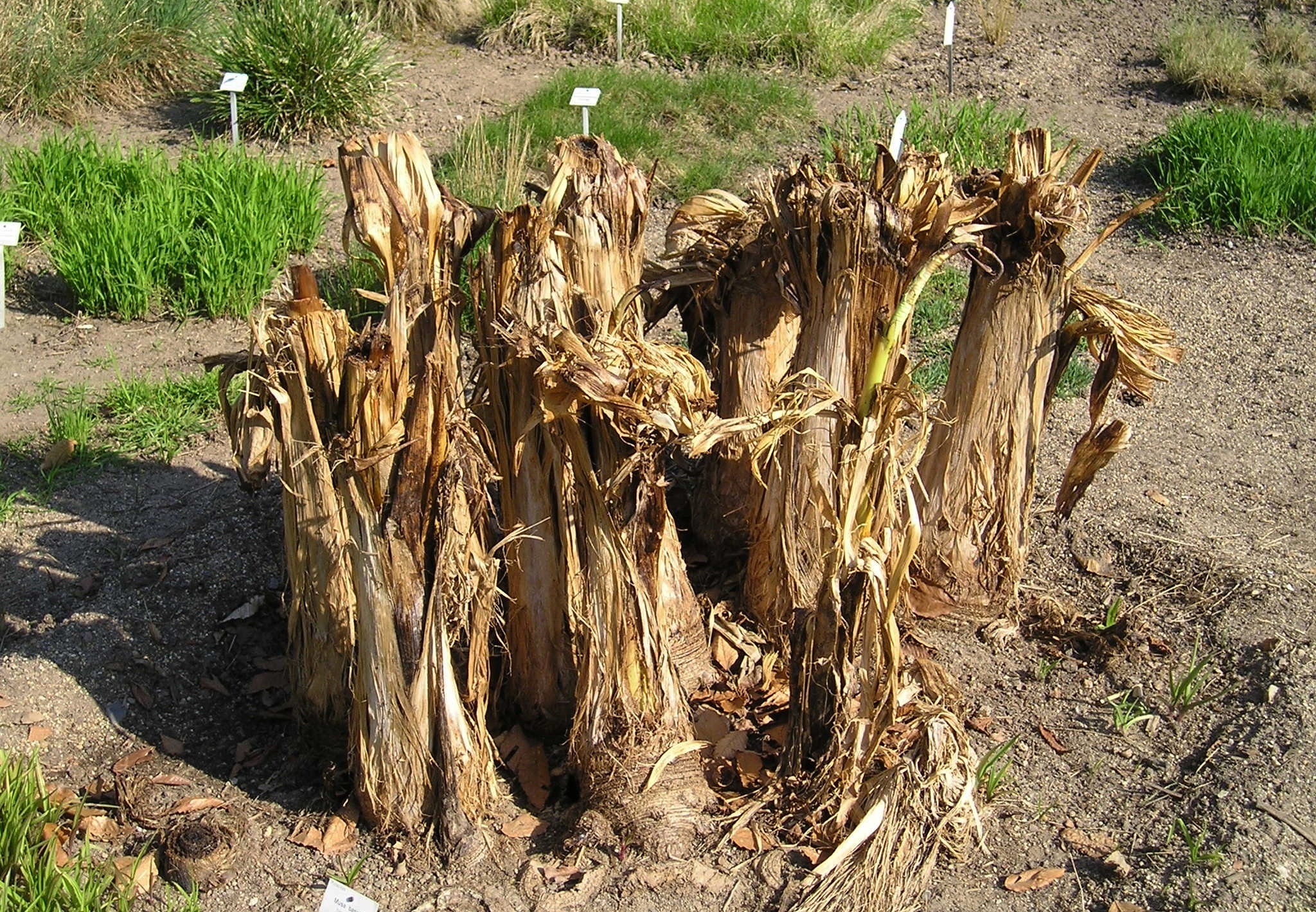